# Vojvodina Brabant
Vojvodina Brabant je bila država Svetega rimskega cesarstva, ustanovljena leta 1183. Razvila se je iz grofije Brabant in oblikovala zgodovinsko srce na območju današnjega Beneluksa, del Burgundske Nizozemske iz leta 1430 in Habsburške Nizozemske od leta 1482, dokler je ni razdelila nizozemska revolucija.
Sedanji Severni Brabant (Staats-Brabant) je bil dodeljen Republiki Nizozemski v skladu z vestfalskim mirom leta 1648, medtem ko je zmanjšano vojvodstvo ostalo del Južne Nizozemske, dokler ga leta 1794 niso osvojile francoske revolucionarne sile. Danes celotno ozemlje nekdanjega vojvodstva, razen eksklave nizozemske province Severni Brabant, v Belgiji.

## Geografija
Vojvodina Brabant je bila zgodovinsko razdeljena na štiri dele, od katerih je imel vsak lastno prestolnico. Štiri prestolnice so bile Leuven, Bruselj, Antwerpen in 's-Hertogenbosch. Pred ustanovitvijo 's-Hertogenboscha je bil četrta prestolnica Tienen.
Njeno ozemlje je bilo v glavnem sestavljeno iz treh sodobnih belgijskih provinc Flamski Brabant, Valonski Brabant in Antwerpen, regije Bruselj glavno mesto in večine današnje nizozemske province Severni Brabant. Njena najpomembnejša mesta so bila Bruselj, Antwerpen, Leuven, Breda, Hertogenbosch, Lier in Mechelen.

## Brabantski lev
Moderna zastava Belgije ima barve brabantskega grba: lev (ali zlati lev) z rdečimi kremplji in jezikom kot primarna heraldična figura na črnem polju.
Verjetno ga je prvi uporabil grof Lambert I. iz Louvaina (vladal 1003-1015), lev je dokumentiran v pečatu mesta Kerpen iz leta 1306 skupaj z rdečim levom iz Limburga. Brabantski lev je do danes značilen kot primarni lik na grbih Flandrijskega in Valonskega Brabanta ter nizozemske province Severni Brabant.

## Zgodovina
Ime regije je prvič zabeleženo kot karolinški okraj pagus Bracbatensis, ki se je nahajal med rekama Šelda in Dijle, iz braec 'močvirnat' in bant 'regija'.
V zgodnejših rimskih časih je na tem območju živelo belgijsko pleme Nervijci. Vključeni so bili v rimsko provinco Belgico in imelo keltske in germanske kulturne povezave. Ob koncu rimskega obdobja so ga zavzeli germanski Franki.
Po letu 843 in Verdunski pogodbi je bil del Lotaringije znotraj kratkožive Srednjefrankovske države in bil leta 880 v skladu z Ribemontsko pogodbo dodan v  Vzhodnofrankovsko državo.

### Grofija Leuven
Leta 959 je vzhodnofrankovski kralj Oton I. Veliki povišal grofa Godfreja iz Jülicha v vojvodo Spodnje Lorene. Leta 962 je vojvodstvo postalo sestavni del Svetega rimskega cesarstva, kjer so tudi Godfreyjevi nasledniki iz rodbine Ardennes-Verdun vladali nad okrožji v Brabantu. Tukaj so se grofje iz Leuvena dvignili na oblast, ko se je okoli leta 1000 grof Lambert I. poročil z Gerbergo, hčerjo vojvode Karla iz Spodnje Lorene in pridobil bruseljsko okrožje. Približno leta 1024 je najjužnejši Brabant pripadel grofu Reginarju V. iz Monsa (Bergen, kasneje grofija Hainaut), cesarske dežele nad reko Šeldo na zahod so do leta 1059 prišle pod oblast francoskega grofa Baldwina V. Flandrijskega. Po smrti palatinskega grofa Hermana II. Lotarinškega leta 1085 je cesar Henrik IV. postavil svoj fevd med reko Dender in Zenne kot grofijo Brabant grofu Henriku III. iz Leuvna in Bruslja.
Približno sto let kasneje je cesar Friderik I. Barbarossa formalno ustanovil vojvodino Brabant in ustvaril dedni naslov vojvode Brabant v korist Henrika I. Brabantskega, sina grofa Godfreyja III. iz Leuvna. Čeprav je bila prvotna grofija še vedno precej majhna - in omejena na ozemlje med rekama Dender in Zenno, ki leži zahodno od Bruslja – se je od 13. stoletja naprej njeno ime začelo uporabljati na celotnem ozemlju pod nadzorom vojvod.
Leta 1190 je po smrti Godfreja III. Henrik I. postal tudi vojvoda Spodnje Lorene. V tistem času je naslov izgubil večino svoje ozemeljske oblasti. Po protokolu so bili vsi njegovi nasledniki pozneje imenovani vojvode Brabanta in Spodnje Lorene.
Po bitki pri Worringenu leta 1288 so vojvode Brabanta pridobili tudi vojvodstvo Limburg in pokrajine Overmaas ('preko-Meuse'). Leta 1354 je vojvoda Janez III. Brabantski državljanom Brabanta podelil Joyeuse Entrée (listino svobode).

### Burgundska in habsburška Nizozemska
Leta 1430 je vojvodino Spodnje Lorene, Brabanta in Limburga podedoval Filip Dobri Burgundski in postala del Burgundske Nizozemske.
Leta 1477 je vojvodina Brabant postala del Habsburške hiše kot del dote Marije Burgundske. V tistem času se je vojvodina raztezala od Luttre, južno od Nivellesa do Hertogenboscha, Leuven pa je bil glavno mesto. Nadaljnja zgodovina Brabanta je del zgodovine habsburških sedemnajstih provinc.

### Osemdesetletna vojna in Brabant
Osemdesetletna vojna (1568-1648) je pod vojaški nadzor severnih upornikov prinesla severne dele (v bistvu sedanjo nizozemsko provinco Severni Brabant). Po Vestfalski pogodbi leta 1648 je bila neodvisnost Združenih provinc potrjena in severni Brabant je bil formalno prepuščen združenim provincam kot Staats-Brabant, zvezno ozemlje in del Republike Nizozemske.
Južni del je ostal v španskih Habsburških rokah kot del Južne Nizozemske. Ta je bila prenesena v avstrijsko podružnico habsburške monarhije leta 1714. Brabant je bil vključen v neprepoznane Združene belgijske države, ki so obstajale med januarjem in decembrom 1790 v času kratkotrajnega upora proti cesarju Jožefu II., dokler cesarske vojake niso vrnile Avstrijske Nizozemske Leopoldu II., ki je nasledil svojega brata.
Območje je bilo zasedeno med francosko revolucijo leta 1794 in ga Francija leta 1795 formalno priključila. Vojvodina Brabant je bila razpršena in ozemlje reorganizirano v departmaje Deux-Nèthes (sedanja provinca Antwerpen) in Dyle (kasnejša provinca Brabant).
Po Napoleonovem porazu leta 1815 je bilo na dunajskem kongresu ustanovljena Kraljevina Združene Nizozemske. Tri stare pokrajine so bile obnovljene kot Severni Brabant, Antwerpen in Južni Brabant. Zadnji dve sta postali del moderne Belgije, ki je bila ustanovljena leta 1830, Južni Brabant pa postal preprosto provinca Brabant.

## Brabantska mesta
Brabant je utrjeval z obzidji mesta, ki niso bila utrjena. Neutrjena mesta niso imela pravice graditi obzidij. Trgovanje je bilo dovoljeno v obzidanih območjih in ta pravica je pogosto povzročila večjo populacijo in razvoj glavnih naselij in kasnejših mest. Neutrjena mesta so tudi imela pravico tržnih dni, ki so jih imeli na velikih trgih. To jih je razlikovalo od okoliških vasi, ki jim ni bilo dovoljeno imeti tržnih dni in niso imeli trgov. Brez obzidja je tudi pomenilo, da so nekateri od teh krajev močno trpeli v vojni in med nizozemskim uporom.
Mesta so bila razdeljena v: četrt Leuven, četrt Bruselj, četrt Antwerpen in četrt Bois-le-Duc, znotraj katerih so bila tako obzidana kot neobzidana mesta.